# OMX Copenhague 25
OMX-C25 (OMX Copenhague 25) es el principal índice bursátil de la Bolsa de Copenhague (Dinamarca) que está formado por los 25 valores con el mayor volumen de negociación, también llamado OMX 25.
Se representa con la letra C que da significado a Copenhague para diferenciarse de los principales índices OMX Helsinki 25 (OMX-H25) de la Bolsa de Helsinki (Finlandia) y el índice OMX Stockholm 30 (OMX-S30) de la Bolsa de Estocolmo (Suecia).

## Composición

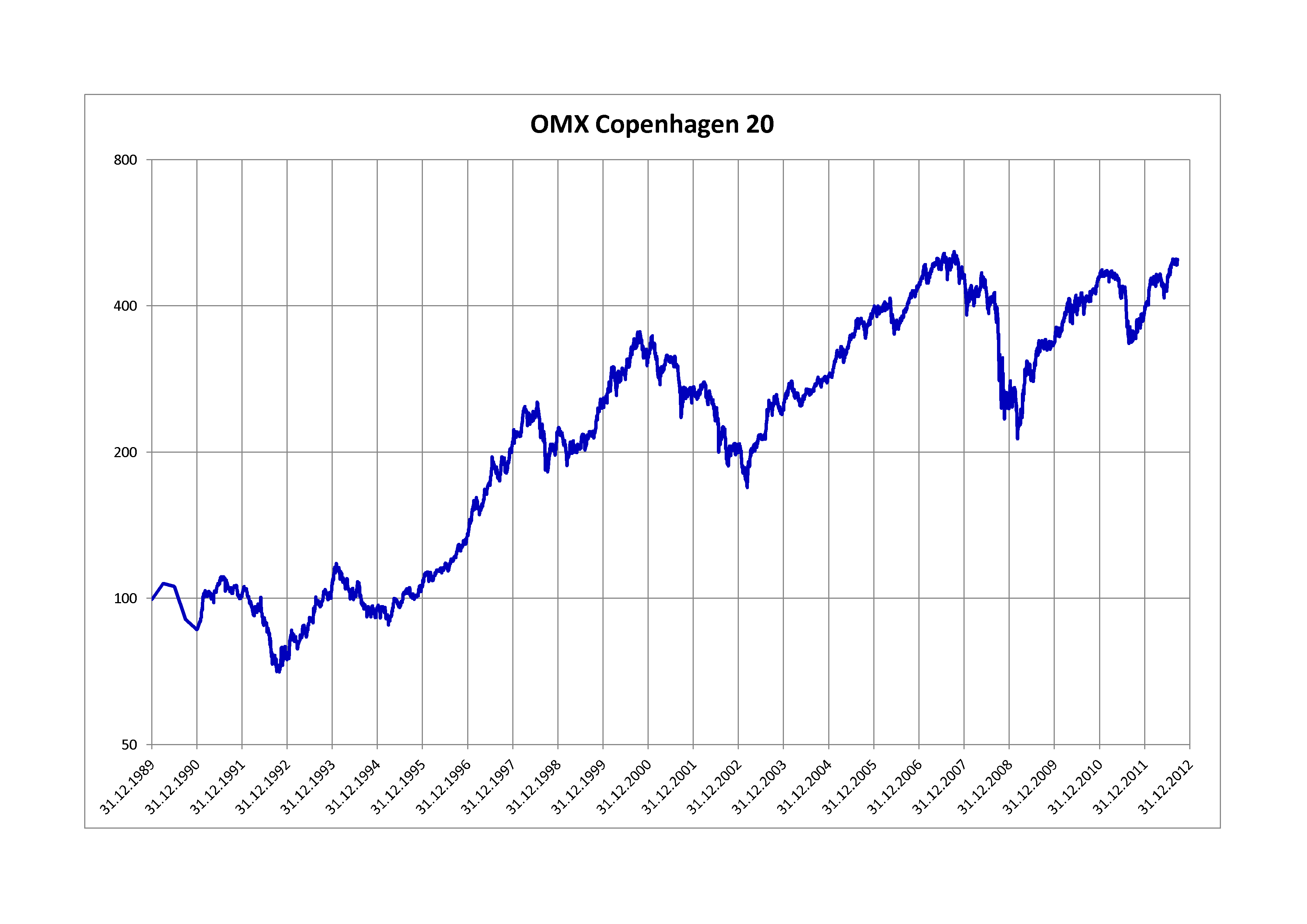
Índice OMX Copenhague 20 entre 1989-2012.

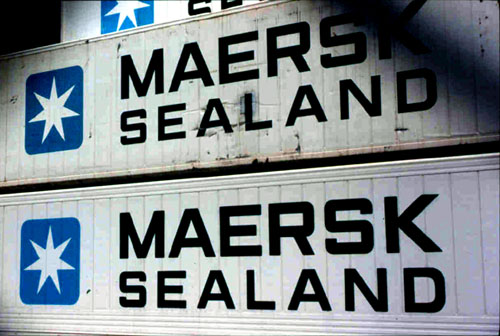
Contenedores de la naviera A. P. Møller-Mærsk.

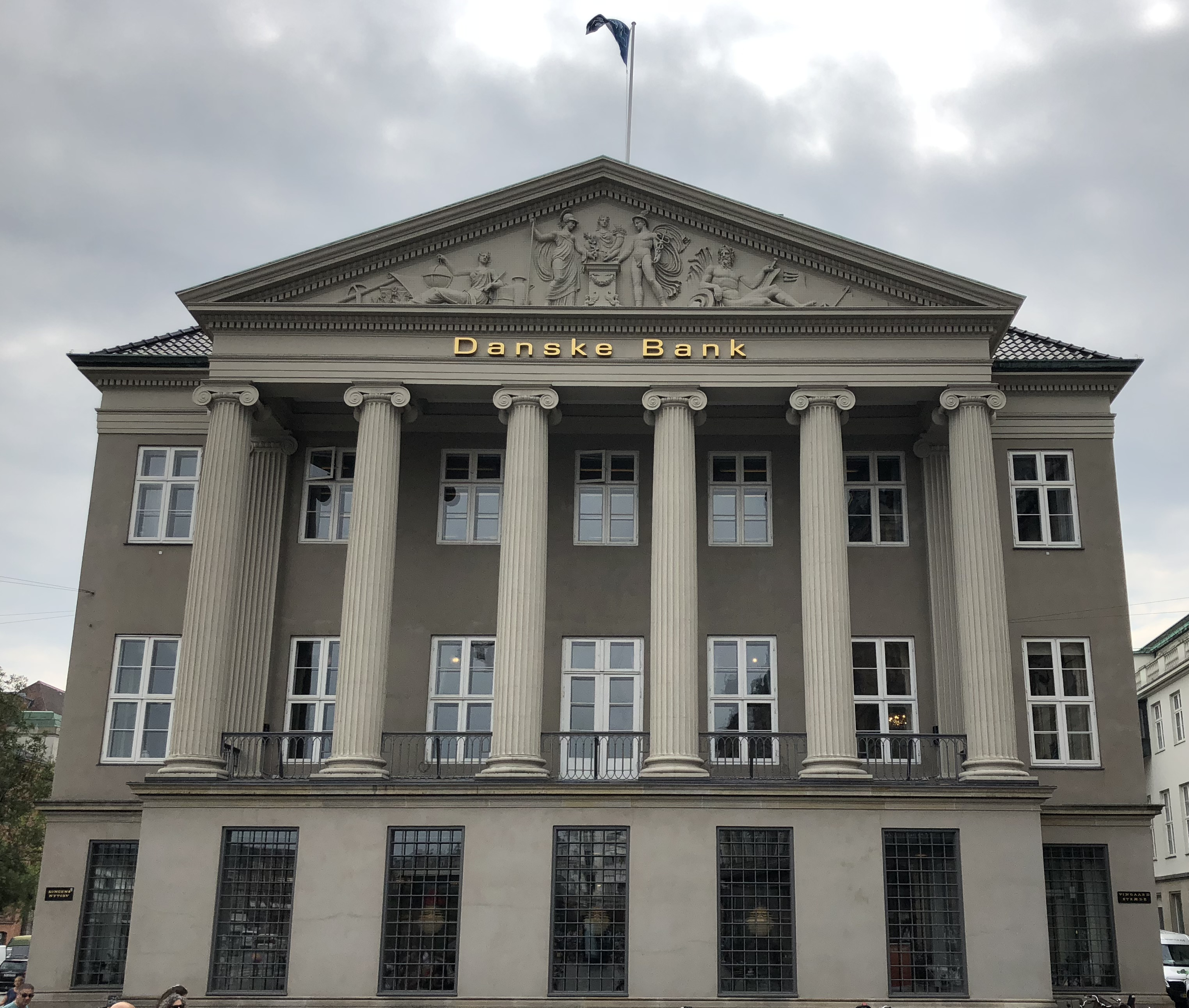
Sede de Danske Bank en Copenhague.

La composición del índice a enero de 2021 es la siguiente:
| Compañía                    | Sector                     | Ticker   | OPV  | Fundación |
| --------------------------- | -------------------------- | -------- | ---- | --------- |
| Ambu                        | Salud                      | AMBU B   | 2004 | 1937      |
| A.P. Møller-Mærsk (clase A) | Naviera                    | MAERSK A |      | 1904      |
| A.P. Møller-Mærsk (clase B) | Naviera                    | MAERSK B |      | 1904      |
| Bavarian Nordic             | Biotecnología              | BAVA     |      | 1994      |
| Carlsberg Group             | Bebidas                    | CARL B   |      | 1847      |
| Chr. Hansen                 | Química especializada      | CHR      | 2010 | 1874      |
| Coloplast                   | Equipos médicos            | COLO B   |      | 1957      |
| Danske Bank                 | Banca                      | DANSKE   | 2000 | 1871      |
| Demant                      | Equipos médicos            | DEMANT   | 2000 | 1904      |
| DSV                         | Transporte                 | DSV      | 2000 | 1976      |
| FLSmidth & Co.              | Construcción e ingeniería  | FLS      |      | 1882      |
| Genmab                      | Biotecnología              | GMAB     | 2000 | 1999      |
| GN Store Nord               | Equipos médicos            | GN       | 2000 | 1869      |
| ISS                         | Gestión de servicios       | ISS      | 2014 | 1901      |
| Netcompany                  | Tecnología                 | NETC     | 2018 | 2000      |
| Nordea Bank Abp             | Banca                      | NDA DK   | 2000 | 1997      |
| Novo Nordisk                | Farmacéutica               | NOVO B   | 2001 | 1923      |
| Novozymes                   | Química especializada      | NZYM B   | 2000 | 2000      |
| Ørsted                      | Generación eléctrica       | ORSTED   | 2016 | 2006      |
| Pandora A/S                 | Joyería                    | PNDORA   | 2010 | 1982      |
| Rockwool International      | Construcción y materiales  | ROCK B   |      | 1909      |
| Royal Unibrew               | Bebidas                    | RBREW    | 2005 | 2005      |
| SimCorp                     | Tecnología                 | SIM      | 2000 | 1971      |
| Tryg                        | Seguros                    | TRYG     | 2005 | 2002      |
| Vestas Wind Systems         | Equipos eléctricos pesados | VWS      | 2000 | 1945      |